# Veles e Vents

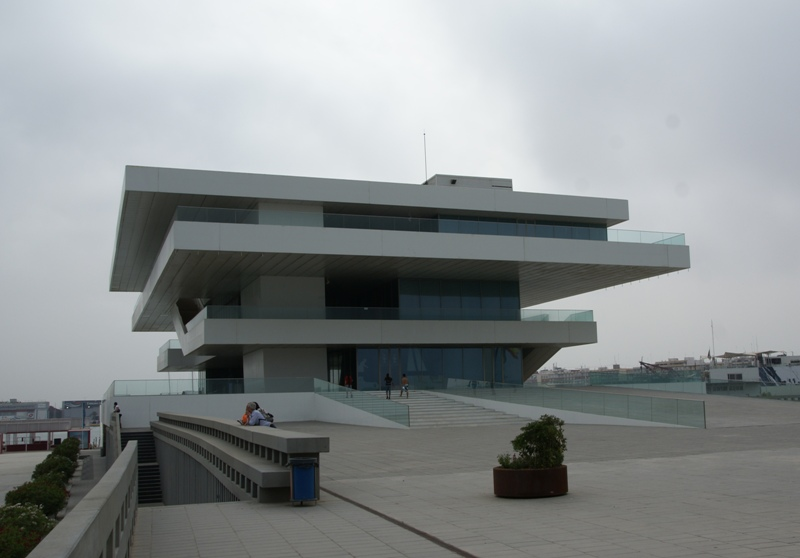
Veles e Vents, Valencia

Veles e Vents (Zeilen en Winden), ook Port America's Cup Foredeck Building, is een 21e-eeuws gebouw in Port America’s Cup, de haven van Valencia (Spanje).

## Beschrijving
Het Veles e Vents-gebouw werd ontworpen door David Chipperfield in samenwerking met de b720 Arquitectos. In 2006 won het gebouw de LEAF Award in de categorie Overall Winner. Het gebouw werd gebouwd in opdracht van Consorcio Valencia 2007 voor de Port America's Cup 2007. De opening vond plaats in mei 2006. In 2007 won het gebouw de RIBA European Award.

## Bouw
Het Veles e Vents-gebouw staat naast het kanaal dat de haven Port America's Cup verbindt met de Middellandse Zee. Het gebouw telt vier verdiepingen en beslaat 10.000 vierkante meter. De vloeren van de verdiepingen zijn dusdanig boven elkaar gebouwd dat de hogere verdiepingen schaduwen werpen op de lagere verdiepingen. Het gebouw dient als uitkijkpost/tribune over het kanaal. Het betonnen gebouw werd in elf maanden gebouwd.
Het gebouw is toegankelijk via een geleidelijk oplopende helling. De onderste verdieping heeft een restaurant en een receptie. De eerste verdieping is ingericht met winkels. De tweede en derde verdiepingen zijn ingericht voor de organisatoren en sponsoren van de Port America's Cup.